# Corin Tucker
Corin Tucker (9 de Novembro de 1972) é vocalista e guitarrista da banda Sleater-Kinney.
Uma das bandas de Corin, Heavens to Betsy, freqüentemente fazia shows com o Excuse 17, então ela resolveu formar duas bandas com membros diferentes - Heartless Martin com Becca Albee e Sleater-Kinney com Carrie Brownstein. Heavens to Betsy acabou em 1994 e Corin decidiu se concentrar no Sleater-Kinney.